# Nikołaj Biełow (hokeista)
Nikołaj Siergiejewicz Biełow (ros. Николай Сергеевич Белов; ur. 13 sierpnia 1987 w Moskwie) – rosyjski hokeista, reprezentant Rosji.

## Kariera
- Dinamo 2 Moskwa (2004-2005, 2006, 2007)
- Kapitan Stupino (2005-2008)
- Dinamo Moskwa (2006)
- Gazowik-SibGUFK (2007-2008)
- Gazowik Tiumeń (2007-2008)
- Nieftianik Leninogorsk (2008-2009)
- Nieftiechimik Niżniekamsk (2009-2014)
- Ak Bars Kazań (2014)
- Nieftiechimik Niżniekamsk (2014)
- SKA Sankt Petersburg (2014-2015)
- Ak Bars Kazań (2015-2016)
- Traktor Czelabińsk (2016-2017)
- Almtuna IS (2019-2020)
- Modo Hockey (2020)
- Almtuna IS (2020-2021)
- IF Björklöven (2021)

Wychowanek Dinama Moskwa. Od 2010 do 2014 zawodnik Nieftiechimika Niżniekamsk. Po udanym indywidualnie początku sezonu KHL (2013/2014) od połowy stycznia 2014 zawodnik Ak Barsu Kazań (wraz z nim do Niżniekamska do Kazania trafił wówczas Jegor Miłowzorow). Od maja 2014 ponownie zawodnik Nieftiechimika Niżniekamsk. Od końca listopada 2014 zawodnik SKA. Od września 2015 do czerwca 2016 ponownie zawodnik Ak Barsu. Od sierpnia 2016 do kwietnia 2017 zawodnik Traktora Czelabińsk. Od sierpnia do września 2017 był zawodnikiem Florida Panthers. W sezonach 2017/2018 i 2018/2019 nie grał. W sierpniu 2019 został zawodnikiem szwedzkiej drużyny Almtuna IS, a w styczniu 2020 przeszedł do innego zespołu w tym kraju, Modo. W maju 2020 powrócił do Almtuny. W lutym 2021 przeszedł do IF Björklöven. Odszedł stamtąd w maju 2021.
Uczestniczył w turnieju mistrzostw świata w 2009.

## Sukcesy
Klubowe
- Złoty medal mistrzostw Rosji: 2015 ze SKA Sankt Petersburg
- Puchar Gagarina – mistrzostwo KHL: 2015 ze SKA Sankt Petersburg

Indywidualne
- KHL (2009/2010): najlepszy pierwszoroczniak miesiąca - grudzień 2009